# ابوالعباس نیریزی
ابوالعباس فضل بن حاتم نیریزی، ریاضی‌دان و اخترشناس ایرانی است که در پایان سدهٔ سوم و آغار سدهٔ چهارم هجری می‌زیسته است.
زادگاه او به درستی معلوم نیست، همین‌قدر دانسته شده که وی اهل نی‌ریز در استان فارس بوده‌است. ابوالعباس معاصر معتضد خلیفهٔ عباسی بود. ابن ندیم نام او را در کتاب الفهرست ذکر نموده و از او به عنوان یکی از بزرگ‌ترین دانشمندان علم نجوم و هیئت نام برده‌است. منابع لاتین او را آناریتیوس "Anaritius" نامیده‌اند.
ابوالعباس در ستاره‌شناسی، دنباله‌رو نگرش سامانهٔ جهان زمین‌مرکز بطلمیوس بود. در زمینهٔ ریاضیات نیز پژوهش‌هایی دربارهٔ هندسهٔ اقلیدسی و مثلثات انجام داد.
او اولین کسی است که کتانژانت را به کار برد و اولین کسی است که خط سیاه در رنگین کمان را کشف کرد و توضیح داد؛ و برای اولین بار کتابی در هواشناسی و ابزار آن نوشت. لبچوفسکی دنباله روی کارهای او بوده است. وی اثباتی بر قضیه فیثاغورس نوشت.
«شرح کتاب اصول اقلیدس»، «رسالة فی بیان‌المصادرة المشهورة الاقلیدس»، «تفسیر کتاب المجسطی»، «زیج کبیر» و «زیج صغیر» و «حوادث القرانات» از آثار اوست.
وفات او را به سال ۳۱۰ هجری دانسته‌اند. نیریزی خط مماس موسوم به ظل را که معادل تانژانت است به صورت یکی از خطوط اصلی در هندسه به کار برد (ولی در این مورد حبش بر او فضل تقدم داشت، نک نیمهٴ اول سدهٴ نهم).